# Gigantes de Carolina 2016-2017 (pallavolo maschile)
Questa voce raccoglie le informazioni riguardanti i Gigantes de Carolina nelle competizioni ufficiali della stagione 2016-2017.

## Organigramma societario
Area direttiva
- Presidente: Michael Hernández

Area tecnica
- Primo allenatore: Oswald Antonetti

## Rosa
| N° | Nome                | Ruolo | Data di nascita  | Nazionalità sportiva |
| -- | ------------------- | ----- | ---------------- | -------------------- |
| 1  | José Rivera         | S     | 28 maggio 1977   | Porto Rico           |
| 2  | Gregory Berríos     | L     | 24 gennaio 1979  | Porto Rico           |
| 3  | Juan Miranda        | P     | 19 giugno 1996   | Porto Rico           |
| 4  | Víctor González     | S     | 23 giugno 1993   | Porto Rico           |
| 6  | Christopher Berríos | S/L   | 30 gennaio 1994  | Porto Rico           |
| 7  | Raynel Sánchez      | S     | 7 giugno 1993    | Porto Rico           |
| 8  | Arnel de Jesús      | C     | 30 luglio 1990   | Porto Rico           |
| 9  | Yunieski Ramírez    | S     | 13 febbraio 1986 | Porto Rico           |
| 10 | Jonathan Rivera     | P     | 31 maggio 1993   | Porto Rico           |
| 11 | Fabián Rohena       | C     | 5 gennaio 1994   | Porto Rico           |
| 12 | José Quiñones       | C     | 2 febbraio 1994  | Porto Rico           |
| 14 | Héctor Rivera       | S/O   | -                | Porto Rico           |
| 15 | Jair Santiago       | S/O   | 24 agosto 1995   | Porto Rico           |

## Mercato
| Acquisti | Acquisti            | Acquisti                 | Acquisti   |
| R.       | Nome                | da                       | Modalità   |
| -------- | ------------------- | ------------------------ | ---------- |
| S        | José Rivera         | Caribes de San Sebastián | definitivo |
| L        | Gregory Berríos     | Rennes                   | definitivo |
| P        | Juan Miranda        | Luis Muñoz Marin HS      | definitivo |
| S        | Víctor González     | -                        | definitivo |
| S/L      | Christopher Berríos | UPR Rio Piedras          | definitivo |
| S        | Raynel Sánchez      | Mets de Guaynabo         | definitivo |
| P        | Jonathan Rivera     | Hylte/Halmstad           | definitivo |
| C        | Fabián Rohena       | Turabo                   | definitivo |
| C        | José Quiñones       | Mets de Guaynabo         | definitivo |
| S/O      | Héctor Rivera       | Universidad del Este     | definitivo |
| S/O      | Jair Santiago       | -                        | definitivo |

| Cessioni | Cessioni          | Cessioni              | Cessioni      |
| R.       | Nome              | a                     | Modalità      |
| -------- | ----------------- | --------------------- | ------------- |
| S        | Sirianis Méndez   | Dar Kulaib            | definitivo    |
| L        | Adrián López      | -                     | definitivo    |
| L        | Orlando Irizarry  | -                     | ritirato      |
| S/O      | Víctor Bird       | -                     | ritirato      |
| C        | Edwin Montaño     | -                     | definitivo    |
| S        | Fernando Barrón   | -                     | definitivo    |
| P        | Juan Miguel Ruiz  | Patriotas de San Juan | definitivo    |
| P        | Carlos Concepción | Plataneros de Corozal | definitivo    |
| S        | Kevin López       | Cariduros de Fajardo  | fine prestito |
| C        | William Thompson  | -                     | ritirato      |
| S        | Reyli Calderón    | Cariduros de Fajardo  | definitivo    |

## Risultati

### LVSM

#### Regular season
| 1ª giornata - 21 ottobre 2016 Coliseo Guillermo Angulo, Carolina          | Gigantes de Carolina     | 2 - 3 | Indios de Mayagüez       | 25-20, 25-21, 22-25, 23-25, 10-15 |
| 2ª giornata - 23 ottobre 2016 Coliseo Carmen Zoraida Figueroa, Corozal    | Plataneros de Corozal    | 3 - 1 | Gigantes de Carolina     | 32-30, 20-25, 25-22, 25-17        |
| 3ª giornata - 28 ottobre 2016 Coliseo Guillermo Angulo, Carolina          | Gigantes de Carolina     | 3 - 2 | Cariduros de Fajardo     | 27-25, 25-22, 15-25, 14-25, 16-14 |
| 4ª giornata - 30 ottobre 2016 Coliseo Mario Morales, Guaynabo             | Mets de Guaynabo         | 3 - 1 | Gigantes de Carolina     | 25-22, 23-25, 25-19, 25-15        |
| 5ª giornata - 2 novembre 2016 Coliseo Roberto Clemente, San Juan          | Patriotas de San Juan    | 3 - 0 | Gigantes de Carolina     | 25-13, 25-23, 25-23               |
| 6ª giornata - 3 novembre 2016 Coliseo Guillermo Angulo, Carolina          | Gigantes de Carolina     | 0 - 3 | Mets de Guaynabo         | 22-25, 21-25, 28-30               |
| 7ª giornata - 10 novembre 2016 Coliseo Guillermo Angulo, Carolina         | Gigantes de Carolina     | 3 - 0 | Plataneros de Corozal    | 25-15, 25-23, 25-22               |
| 8ª giornata - 13 novembre 2016 Palacio de Recreación y Deportes, Mayagüez | Indios de Mayagüez       | 3 - 0 | Gigantes de Carolina     | 25-20, 25-23, 25-13               |
| 9ª giornata - 18 novembre 2016 Coliseo Luis Aymat Cardona, San Sebastián  | Caribes de San Sebastián | 3 - 0 | Gigantes de Carolina     | 25-23, 26-24, 25-18               |
| 10ª giornata - 20 novembre 2016 Coliseo Guillermo Angulo, Carolina        | Gigantes de Carolina     | 2 - 3 | Changos de Naranjito     | 25-16, 18-25, 27-29, 25-19, 17-19 |
| 11ª giornata - 23 novembre 2016 Coliseo Guillermo Angulo, Carolina        | Gigantes de Carolina     | 0 - 3 | Patriotas de San Juan    | 20-25, 22-25, 19-25               |
| 12ª giornata - 26 novembre 2016 Coliseo Guillermo Angulo, Carolina        | Gigantes de Carolina     | 2 - 3 | Patriotas de San Juan    | 22-25, 25-22, 26-28, 25-22, 12-15 |
| 13ª giornata - 2 dicembre 2016 Coliseo Gelito Ortega, Naranjito           | Changos de Naranjito     | 3 - 1 | Gigantes de Carolina     | 25-20, 22-25, 25-21, 25-22        |
| 14ª giornata - 4 dicembre 2016 Coliseo Guillermo Angulo, Carolina         | Gigantes de Carolina     | 0 - 3 | Caribes de San Sebastián | 20-25, 22-25, 21-25               |
| 15ª giornata - 8 dicembre 2016 Coliseo Guillermo Angulo, Carolina         | Gigantes de Carolina     | 2 - 3 | Cariduros de Fajardo     | 25-17, 21-25, 23-25, 27-25, 18-20 |
| 16ª giornata - 10 dicembre 2016 Coliseo Roberto Clemente, San Juan        | Patriotas de San Juan    | 3 - 0 | Gigantes de Carolina     | 25-18, 25-20, 25-20               |
| 17ª giornata - 15 dicembre 2016 Coliseo Guillermo Angulo, Carolina        | Gigantes de Carolina     | 0 - 3 | Mets de Guaynabo         | 20-25, 17-25, 18-25               |
| 18ª giornata - 17 dicembre 2016 Coliseo Tomás Dones, Fajardo              | Cariduros de Fajardo     | 3 - 0 | Gigantes de Carolina     | 25-16, 25-19, 27-25               |
| 19ª giornata - 23 dicembre 2016 Coliseo Tomás Dones, Fajardo              | Cariduros de Fajardo     | 3 - 1 | Gigantes de Carolina     | 25-20, 15-25, 25-14, 25-17        |
| 20ª giornata - 29 dicembre 2016 Coliseo Mario Morales, Guaynabo           | Mets de Guaynabo         | 3 - 0 | Gigantes de Carolina     | 25-17, 25-22, 25-18               |

## Statistiche

### Statistiche di squadra
| Competizione | Punti | In casa | In casa | In casa | In trasferta | In trasferta | In trasferta | Totale | Totale | Totale |
| Competizione | Punti | G       | V       | P       | G            | V            | P            | G      | V      | P      |
| ------------ | ----- | ------- | ------- | ------- | ------------ | ------------ | ------------ | ------ | ------ | ------ |
| LVSM         | 9     | 10      | 2       | 8       | 10           | 0            | 10           | 20     | 2      | 18     |
| Totale       | -     | 10      | 2       | 8       | 10           | 0            | 10           | 20     | 2      | 18     |

G = partite giocate; V = partite vinte; P = partite perse